# Thomas Löfkvist

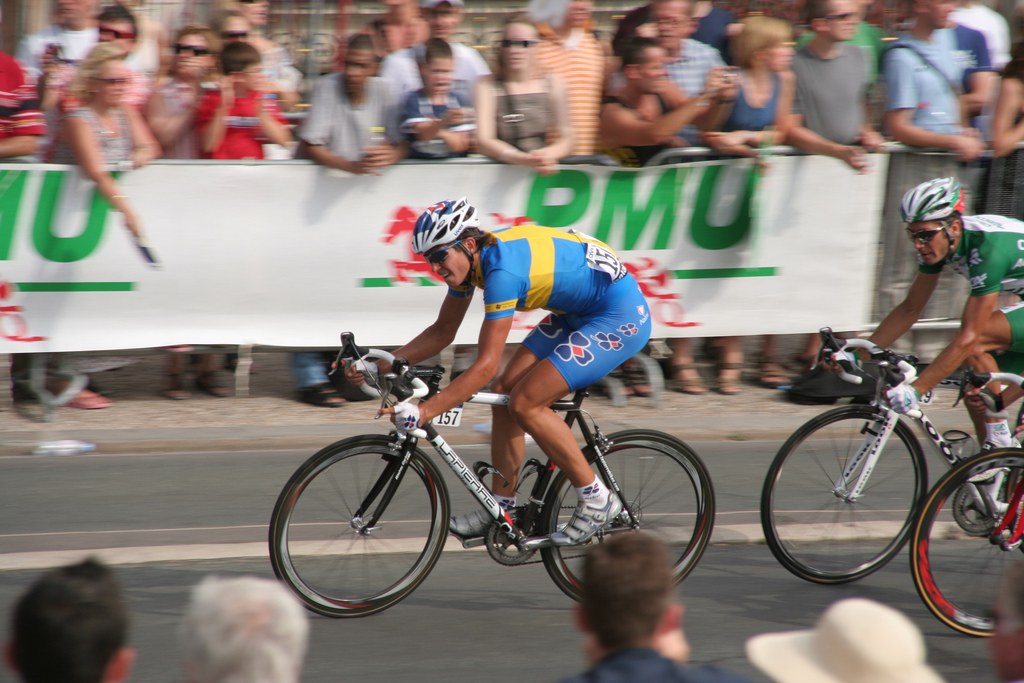
Thomas Löfkvist in de laatste etappe van de Ronde van Frankrijk 2006

Karl Thomas Henry Löfkvist (Visby, 4 april 1984) is een Zweeds voormalig wielrenner.

## Biografie
Vooral in zijn beginjaren als prof stond Löfkvist bekend als een groot talent voor rittenkoersen. In 2004 werd hij 2e in de Ronde van de Toekomst en bezorgde hij zijn Franse werkgever La Française des Jeux al overwinningen (Ronde van de Sarthe) en ereplaatsen in Franse etappekoersen. Zonder daadwerkelijk mee te doen om de prijzen reed hij aardige klassementen in onder andere Parijs-Nice (12e in 2005), Ronde van Polen (4e in 2005) en het Critérium International (2e in 2007). Hij reed in 2005, 2006 en 2007 de Ronde van Frankrijk uit en voegde daar in dat laatste jaar ook Vuelta aan toe, telkens zonder aansprekende resultaten - op een 2e plaats na in een Vuelta-etappe. Wel werd hij Zweeds kampioen in 2006.
Löfkvist liet zich ook op het klassieke vlak zien. Zo reed hij in 2005 al mee in de finale van de Züri Metzgete. Bovendien bleef hij in de middelgrote rondes sterke prestaties neerzetten. In 2008 maakte hij de overstap naar Team High Road en eindigde in april 3e in de eindstand van de Tirreno-Adriatico in 2008. Zijn sterkste punt bleek het tijdrijden, waarmee hij ook in 2008 de basis legde voor enkele goede noteringen in klassementen: na de Tirreno volgde de 9e plaats in de Ronde van Catalonië, 5e plaats in de Ronde van Zwitserland en de 2e plaats in de Ronde van Duitsland. Hij reed opnieuw de Tour uit, in zijn beste eindklassering tot nog toe: 38e. Een echte veelwinnaar was hij echter nog steeds niet.
In het voorjaar van 2009 behaalde de allrounder een van zijn mooiste overwinningen: de derde editie van de Monte Paschi Eroica. De goede vorm nam hij een week later mee naar de Tirreno, waar hij 4e werd en zich zowel op de steile Montelupone, de lange tijdrit als in de enige bergrit staande wist te houden. Het was na de Ronde van Californië (5e in het eindklassement) zijn tweede sterke ronde van het wielerseizoen. Later in 2009 mocht hij ook 1 dag de leiderstrui in de Ronde van Italië dragen. Op 29 augustus 2014 maakte hij op 30-jarige leeftijd bekend dat hij er aan het eind van het seizoen mee zou stoppen. De keuze had hij al in april gemaakt.

## Belangrijkste overwinningen
2001
 Zweeds kampioen tijdrijden, Junioren
 Zweeds kampioen ploegentijdrit, Junioren
2002
 Zweeds kampioen op de weg, Junioren
 Zweeds kampioen tijdrijden, Junioren
 Zweeds kampioen korte afstand, Junioren
 Zweeds kampioen ploegentijdrit, Junioren
2e etappe deel A Ronde van Nedersaksen, Junioren
2003
 Zweeds kampioen korte afstand, Elite
 Zweeds kampioen ploegentijdrit, Elite
4e etappe Circuit des Ardennes
Eindklassement Circuit des Ardennes
1e etappe Ronde van Mazovië
2004
4e etappe Omloop van de Sarthe
Eindklassement Omloop van de Sarthe
 Zweeds kampioen tijdrijden, Elite
10e etappe Ronde van de Toekomst
2006
Jongerenklassement Ronde van de Middellandse Zee
 Zweeds kampioen op de weg, Elite
2007
3e etappe Internationaal Wegcriterium
2009
Monte Paschi Eroica
1e etappe Ronde van Italië (ploegentijdrit)
5e etappe Ronde van Saksen
2013
Eindklassement Ronde van de Middellandse Zee

## Resultaten in voornaamste wedstrijden
| Jaar | Ronde van Italië | Ronde van Frankrijk | Ronde van Spanje |
| ---- | ---------------- | ------------------- | ---------------- |
| 2004 |                  |                     |                  |
| 2005 |                  | 61e                 |                  |
| 2006 |                  | 62e                 |                  |
| 2007 |                  | 64e                 | 54e              |
| 2008 |                  | 41e                 |                  |
| 2009 | 22e              |                     |                  |
| 2010 |                  | 15e                 | opgave           |
| 2011 | 20e              |                     | 52e              |
| 2012 |                  |                     |                  |
| 2013 |                  |                     |                  |
| 2014 |                  |                     |                  |

| Jaar | Milaan-San Remo | Amstel Gold Race | Luik-Bast.‑Luik | Ronde van Lombardije | Waalse Pijl | Strade Bianche |  | WK op de weg |  | Wereldranglijsten |
| ---- | --------------- | ---------------- | --------------- | -------------------- | ----------- | -------------- |  | ------------ |  | ----------------- |
| 2004 |                 |                  | 117e            |                      |             |                |  |              |  |                   |
| 2005 |                 |                  | 88e             | 43e                  | 48e         |                |  | 76e          |  | 66e (UPT)         |
| 2006 |                 | opgave           | 67e             |                      | 125e        |                |  |              |  |                   |
| 2007 | 61e             |                  | 55e             |                      | 33e         |                |  | 31e          |  | 170e (UPT)        |
| 2008 | 86e             |                  |                 |                      |             | 8e             |  | 12e          |  | 9e (UPT)          |
| 2009 | 107e            |                  | 53e             | opgave               | 6e          | Goud           |  | 33e          |  | 55e (UWK)         |
| 2010 | 27e             |                  | 30e             |                      | 23e         | Zilver         |  |              |  | 152e (UWK)        |
| 2011 | 86e             |                  | 25e             | 20e                  | 84e         |                |  | 39e          |  | 160e (UWT)        |
| 2012 | 30e             | 40e              | 36e             | opgave               | opgave      |                |  | 112e         |  |                   |
| 2013 | 37e             |                  |                 | opgave               |             |                |  | 46e          |  |                   |
| 2014 | opgave          | 75e              | opgave          | opgave               | 42e         | 49e            |  |              |  |                   |

## Ploegen
- 2003- Team Bianchi Scandinavia
- 2004- FDJeux.com
- 2005- Française des Jeux
- 2006- Française des Jeux
- 2007- Française des Jeux
- 2008- Team Columbia
- 2009- Team Columbia-HTC
- 2010- Sky Professional Cycling Team
- 2011- Sky ProCycling
- 2012- Sky ProCycling
- 2013- IAM Cycling
- 2014- IAM Cycling

## Trivia
Thomas Löfkvist is de oudere broer van Henrik Löfkvist, die actief is als profvoetballer.